# Ulica Kawiory w Krakowie
Ulica Kawiory – ulica w Krakowie, w dzielnicy V Krowodrza, na Czarnej Wsi.
Łączy ulicę Miechowską z ulicą Nawojki. Jest jednojezdniowa.

## Historia
Ulica została w obecnym kształcie wytyczona w XVII wieku jako bezimienna droga. Jako droga bezimienna była widoczna także na planach wydawanych przy końcu XIX wieku. Obecną nazwę nadano ulicy w 1912 roku, trzy lata po włączeniu Czarnej Wsi i Nowej Wsi Narodowej do Krakowa w 1909 roku. 
Nazwa ulicy jest upamiętnieniem nazwy osady, wymienionej po raz pierwszy w 1318 roku, noszącej nazwę „Quatuor ortos circa Kauor sitos”. Inne źródła podają hipotezę taką, że nazwa ulicy Kawiory, pochodzi od nazwy żydowskiego cmentarza „Kirchow”, założonego w 1311 roku, w miejscu obecnej ulicy Czarnowiejskiej.

## Zabudowa
Po południowej stronie ulicy:
- ul. Kawiory 2 – kamienica. Projektował Zygmunt Miaskowski, 1912.
- ul. Kawiory 8 – kamienica. Projektował Piotr Kozłowski, 1910.
- ul. Kawiory 10 – kamienica, 1913.
- ul. Kawiory 12 – dom, 1911.

Opracowano na podstawie źródła: Gminnej ewidencji zabytków – Kraków.

## Galeria

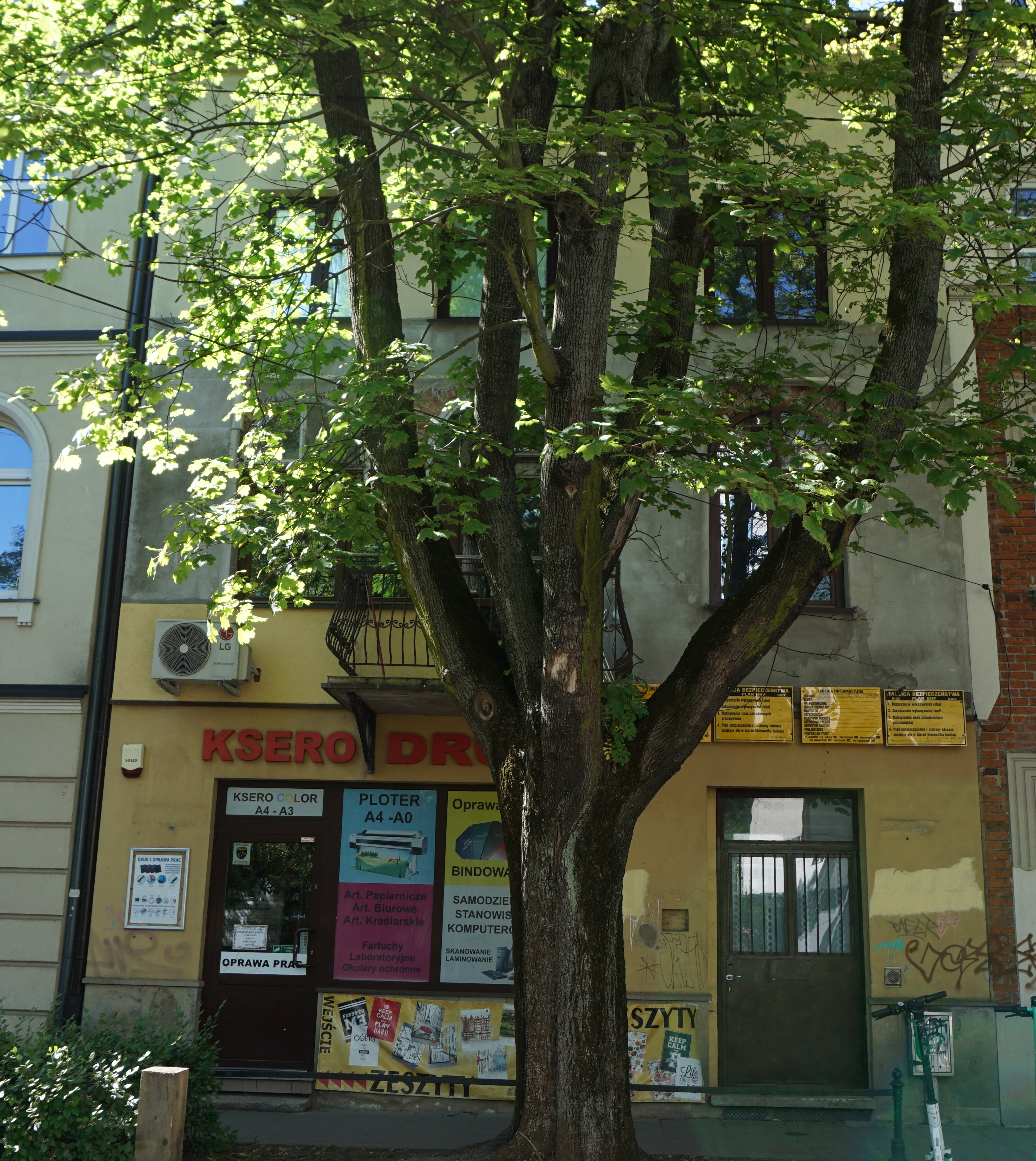
Ulica Kawiory 10, kamienica
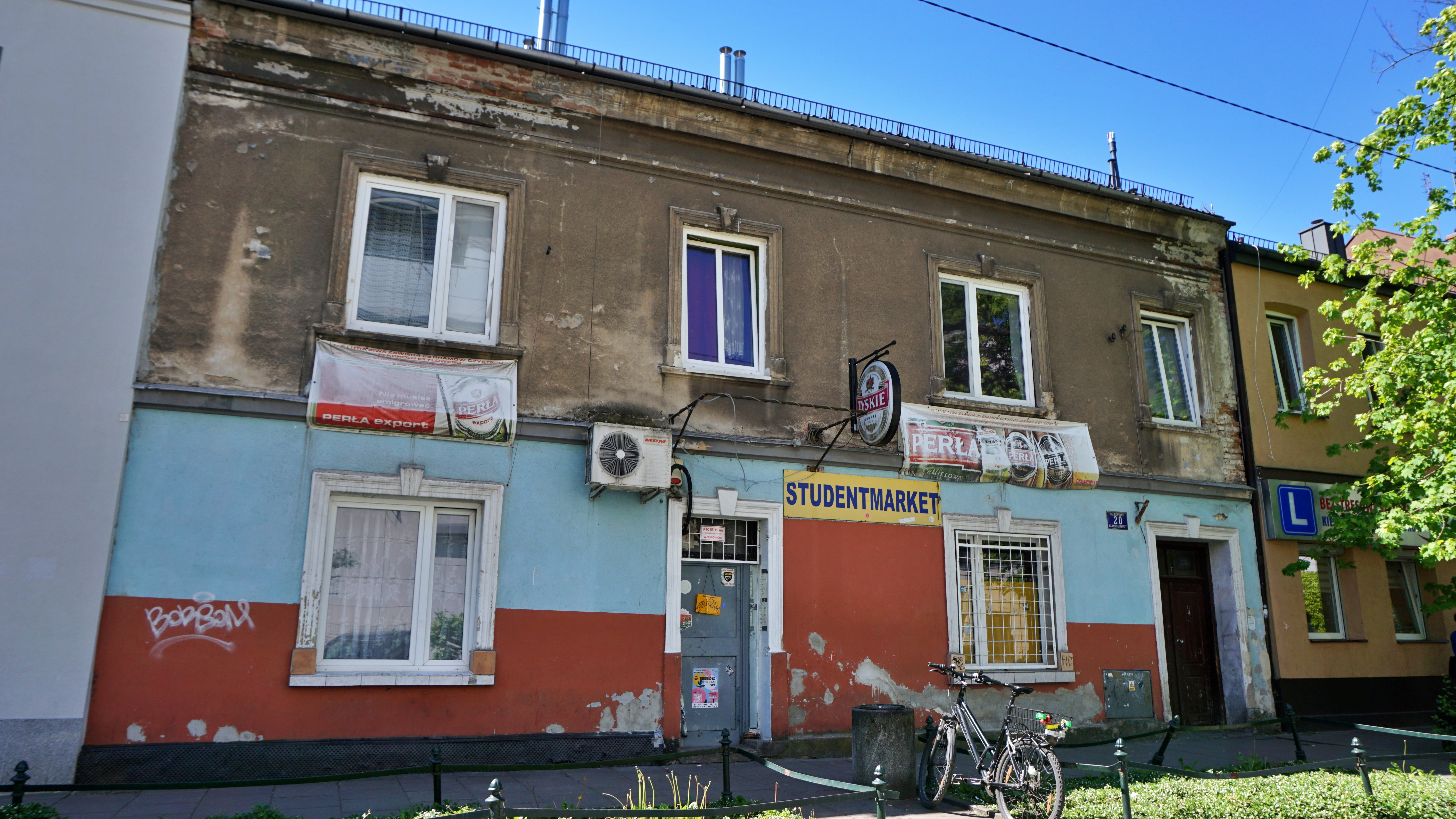
Ulica Kawiory 20, kamienica
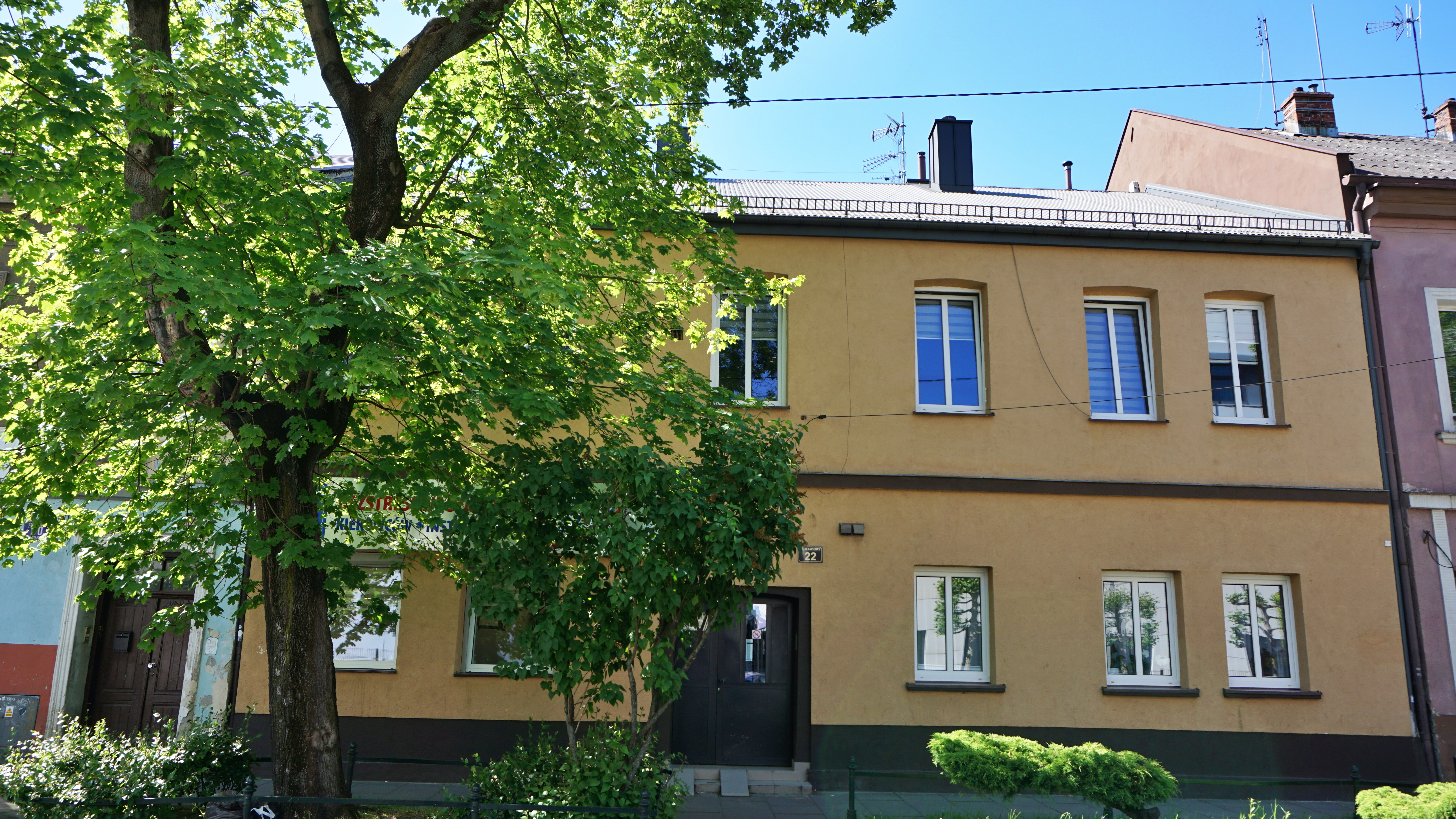
Ulica Kawiory 22, kamienica
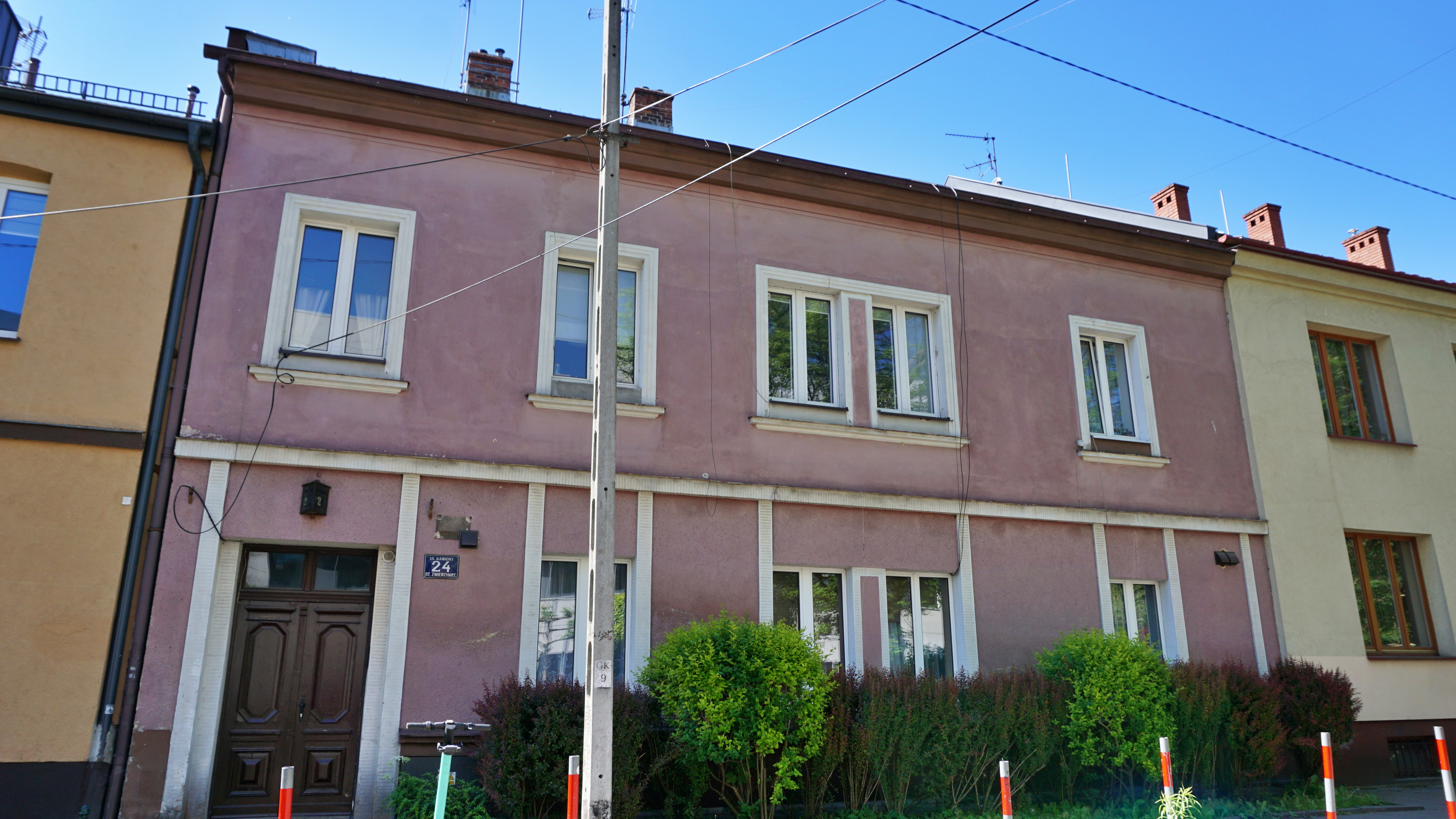
Ulica Kawiory 24, kamienica
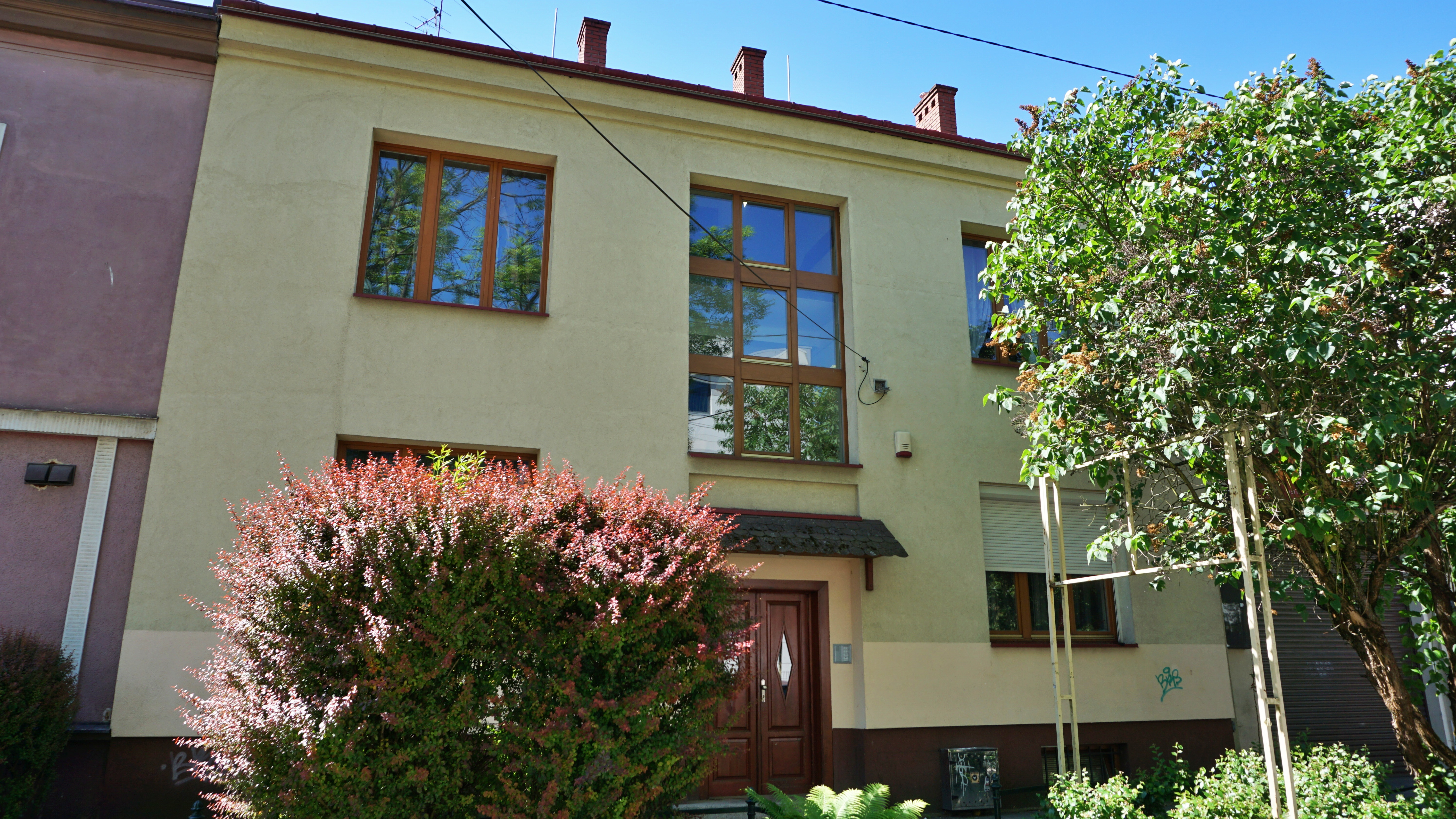
Ulica Kawiory 26, kamienica